# (666823) 2010 VR11
2010 VR11, também escrito como 2010 VR11, é um objeto transnetuniano (TNO) localizado no cinturão de Kuiper, uma região do Sistema Solar, que possui uma magnitude absoluta de 5,5. Assumindo um albedo de 0,08, estima-se que o mesmo tem cerca de 350 km de diâmetro. O astrônomo Mike Brown lista este corpo celeste em sua página na internet como um candidato a possível planeta anão.

## Descoberta
2010 VR11 foi descoberto no dia 2 de novembro de 2010 pelos astrônomos D. L. Rabinowitz, M. Schwamb, e S. Tourtellotte.

## Órbita
A órbita de 2010 VR11 tem uma excentricidade de 0,149 e possui um semieixo maior de 41,601 UA. O seu periélio leva o mesmo a uma distância de 35,396 UA em relação ao Sol e seu afélio a 47,806 UA.